# Ulica Gdańska w Warszawie
Ulica Gdańska w Warszawie – warszawska ulica mająca 1,3 kilometra długości. Swój bieg rozpoczyna skrzyżowaniem z ul. J. Słowackiego, tuż obok placu Jacka Kuronia, a kończy (w formie deptaku) na skrzyżowaniu z ulicą Władysława Smoleńskiego.

## Ważniejsze obiekty
- Gdańska 2 oraz 2a:
  - wpisany do gminnego rejestru zabytków zespół kamienic dawnej Spółdzielni Stowarzyszenia Urzędników Państwowych między ulicami Gdańską, Bieniewicką, Potocką i placem Jacka Kuronia w Warszawie (wspólny adres: Gdańska 2) – kamienice z roku 1935 zaprojektowane przez Adama Paprockiego,
    - autor projektu: Adam Paprocki do momentu aresztowania i wywiezienia do KL Dachau był także mieszkańcem kamienicy przy Gdańskiej 2[1],

  - na budynku tablica upamiętniająca Mariana Rejewskiego – kryptologa, który złamał kod „Enigmy”, który mieszkał w jednym z budynków pod adresem Gdańska 2,
  - na jednym z budynków znajduje się również tablica upamiętniająca walki powstania warszawskiego w dniu 14 września 1944,
- Gdańska 4a – budynek w gminnej ewidencji zabytków, od strony ul. J.Ch. Paska: Miejsce Pamięci Narodowej oznaczone tablicą projektu Karola Tchorka[2],
- zabytkowy Kościół Matki Bożej Królowej Polski (Gdańska 6a) – parafia pod opieką księży Marianów[3],
- Park Kaskada (położony między ul. Słowackiego, al. Armii Krajowej, ul. Kolektorską, ul. Trószyńskiego i ul. Gdańską) – ulica Gdańska wzdłuż parku biegnie dawnym kanałem parkowym[4],
- Skwer Wołyński (położony przy tunelu pod al. Armii Krajowej), a w nim: pomnik 27 Wołyńskiej Dywizji Piechoty AK,
- Pomnik Rzezi Wołyńskiej (położony po zachodniej stronie ulicy Gdańskiej, naprzeciw Skweru Wołyńskiego) – odsłonięty w 2013 roku w 70. rocznicę Rzezi Wołyńskiej[5],
- Park Stawy Kellera (położony między ul. Gdańską a ul. Kolektorską) – w gminnej ewidencji zabytków[6],
- Miejsce Pamięci Narodowej (Gdańska 12/14)[7][8] oznaczone tablicą projektu K. Tchorka,
- w Gminnej Ewidencji Zabytków (GEZ) znajdują się także adresy: Gdańska 20, 21, 22, 23 i 23 A, 24, 25 A, C, oraz D, Gdańska 27/31[9].